# Hrabstwo Perquimans
Hrabstwo Perquimans (ang. Perquimans County) – hrabstwo w stanie Karolina Północna w Stanach Zjednoczonych.

## Geografia
Według spisu z 2000 roku obszar całkowity hrabstwa obejmuje powierzchnię 329 mil2 (852,11 km²), z czego 247 mil2 (639,73 km²) stanowią lądy, a 82 mile2 (212,38 km²) stanowią wody. Według szacunków United States Census Bureau w roku 2012 miało 13 563 mieszkańców. Jego siedzibą administracyjną jest Hertford.

### Miasta
- Hertford
- Winfall

### Sąsiednie hrabstwa
- Hrabstwo Pasquotank (wschód)
- Hrabstwo Chowan (południowy zachód)
- Hrabstwo Gates (północny zachód)